# 弗伦巴赫
弗伦巴赫是德国巴登-符腾堡州的一个市镇。总面积70.48平方公里，总人口3779人，其中男性1925人，女性1854人（2011年12月31日），人口密度54人/平方公里。

## 友好城市
- 法國 莫尔托